# Монтеккьо-Маджоре
Монтеккьо-Маджоре (італ. Montecchio Maggiore, вен. Montecio Majore) — муніципалітет в Італії, у регіоні Венето, провінція Віченца.
Монтеккьо-Маджоре розташоване на відстані близько 410 км на північ від Рима, 75 км на захід від Венеції, 12 км на південний захід від Віченци.
Населення — 23 655 осіб (2014).
Щорічний фестиваль відбувається 2 лютого. Покровитель — San Vitale.

## Демографія
Населення за роками:

Станом на 1 січня 2023 року в муніципалітеті офіційно проживало 3770 іноземців з 69 країн, серед них 466 громадян країн Євросоюзу та 57 громадян України.

## Уродженці
- Джорджо Б'язіоло (*1946) — італійський футболіст, опорний півзахисник.

- Крістіан Маджо (*1982) — відомий італійський футболіст, півзахисник, захисник.

## Сусідні муніципалітети
- Альтавілла-Вічентіна
- Арциньяно
- Брендола
- Кастельгомберто
- Монтебелло-Вічентіно
- Монторсо-Вічентіно
- Совіццо
- Триссіно
- Цермегедо